# Der Kindergarten Daddy
Der Kindergarten Daddy (Originaltitel: Daddy Day Care) ist eine Filmkomödie aus dem Jahr 2003 von Regisseur Steve Carr mit Eddie Murphy in der Hauptrolle. 2007 wurde eine Fortsetzung unter dem Titel Der Kindergarten Daddy 2: Das Feriencamp veröffentlicht.

## Handlung
Charlie Hinton ist ein vielbeschäftigter Angestellter in der Marketing-Abteilung eines Lebensmittelkonzerns. Seine Frau Kim hat wegen ihres gemeinsamen Sohns Ben gerade erst ihren Beruf als Rechtsanwältin wieder aufgenommen. Für den Sohn wird deshalb dringend eine Kindertagesstätte gesucht. Da es in ihrer Wohngegend keine Alternativen gibt, sind sie gezwungen, Ben im strengen und elitären Kindergarten Chapman Academy von Mrs. Hersher (im Originalton: Mrs. Harridan) einzuschreiben, der zudem sehr teuer ist.
Charlies Versuch, Frühstücksflocken auf Gemüsebasis als neues Produkt für Kinder einzuführen, wird ein Fehlschlag, die ungesunden Produkte auf Schokoladenbasis verkaufen sich umso besser, somit wird die gesamte Abteilung für gesundheitsbewusste Produkte aufgelöst. Charlie und sein bisheriger Arbeitskollege Phil sind nun plötzlich arbeitslos.
Als Charlie auch nach mehreren Wochen noch keinen neuen Job gefunden hat, wird das Geld knapp. Die Not macht Charlie erfinderisch: Er will die Marktlücke bei der Kinderbetreuung in der Gegend für sich ausnutzen und überredet Phil dazu, dass sie selber eine Kindertagesstätte in ihrem Haus eröffnen. Sie nennen diese Daddy Day Care.
Nach Startschwierigkeiten läuft der Kindergarten recht gut, was auch Mrs. Hersher, die Leiterin des Elite-Kindergartens, bald erfahren muss. Hersher versucht nun wiederholt den Kindergarten in den Ruin zu treiben und hetzt ihnen den Leiter der Aufsichtsbehörde auf den Hals. Nachdem 11 Kinder den Kindergarten besuchen und, laut Vorschrift, auf fünf Kinder mindestens ein Betreuer kommen muss, holen Charlie und Phil ihren alten Arbeitskollegen Marvin, einen Star-Trek-Fan, dazu.
Unerwartet bekommen Charlie und Phil von ihrem ehemaligen Arbeitgeber neue Jobs angeboten und nehmen dieses Angebot vorläufig an, kündigen allerdings sofort wieder, als ihnen klar wird, dass ihnen die Kinder wichtiger sind. Charlie, Phil und Marvin ziehen in neue, größere Räume und haben damit noch mehr Erfolg als zuvor. Da die Eltern ihre Kinder aus der Chapman Academy abziehen, muss Mrs. Hersher ihren Betrieb schließen und steht nun als Schülerlotsin auf der Straße. Ihre ehemalige Assistentin Jenny hingegen wechselte die Seiten und arbeitet inzwischen auch für Daddy Day Care.

## Kritiken
„Die großen Zeiten von Eddie Murphy sind lange vorbei. […] Wenn bei dem ehemaligen Topkomiker an der Kinokasse noch etwas geht, dann mit familienkompatibler Massenunterhaltung für die kleinen Besucher […]. In dieser Tradition steht auch Steve Carrs völlig harmlose Familien-Komödie ‚Der Kindergarten Daddy‘. Das einst gefürchtete Plappermaul Murphy ist handzahm geworden und spielt sich im Schongang durch die logischerweise vorhersehbare Handlung. Für die jüngeren Zuschauer wird wenigstens eine angenehme Atmosphäre geschaffen, die Älteren werden sich über weite Strecken langweilen.“

„Die solide Familienunterhaltung ist weder innovativ noch mutig, wird aber dennoch ihr Familienpublikum für eineinhalb Stunden vom eigenen Chaos ablenken.“

„Das Star-Vehikel für Eddie Murphy erweist sich als angenehm dezente Chaoskomödie, deren klischeehafte Handlung dank des bis in die Nebenrollen gut besetzten Ensembles solide unterhält.“

## Hintergrund
- Die Produktionskosten betrugen schätzungsweise 60 Millionen US-Dollar. Der Film spielte in den Kinos der USA rund 104 Millionen US-Dollar ein sowie rund 60 Millionen US-Dollar in den anderen Ländern.[6]
- In der Szene, in der ein Kind Zahlen auf Französisch aufsagt, werden in der englischen Originalversion die Zahlen auf Deutsch gesprochen. Im Abspann wird das Kind auch als „German Speaking Boy“ erwähnt.

## Auszeichnungen
- David Newman gewann für die Filmmusik einen BMI Film Music Award 2004.
- Eddie Murphy und der Film wurden für die Nick Kids’ Choice Awards 2004 nominiert.
- Jimmy Bennett sowie das Kinder-Ensemble wurden jeweils für einen Young Artist Award 2004 nominiert.

### Filmmusik
- Walking on Sunshine von Katrina and the Waves
- Kung Fu Fighting von Carl Douglas
- I Want You Back von The Jackson Five
- ABC von The Jackson Five
- I Wanna Be Sedated von den Ramones
- Ballroom Blitz von The Sweet
- Surrender von Cheap Trick
- In der Szene, in der Charlie ins Badezimmer schaut, erklingt die Musik aus dem Film Psycho